# Naftali (pleme)
Naftali (heb. נַפְתָּלִי; grč. νεφθαλείμ ili νεφθαλείς; samaritanski hebrejski: niftali) je naziv jednog od 12 izraelskih plemena, čiji je rodozačetnik, prema biblijskom izvještaju, bio Naftali, sin Jakova i Raheline sluškinje Bilhe. Pleme je obitavalo područje uz zapadnu obalu Galilejskog jezera, pa na sjever do Dana i brda Hermon.

## Etimologija
Biblija izvodi ime „Naftali“ iz glagola נפתל (niptal) koji znači „hrvati se“, a primijenjen je na nerotkinju Rahelu čija sluškinja konačno rađa sina Jakovu, te se tako i Rahela u „hrvanju“ sa svojom sestrom Leom, osjeća donekle ravnom. Moguće je ovo ime izvesti i iz hebrejske imenice נפת (nefet) koja vjerojatno znači „brežuljak“. Takav bi korijen naziva plemena odgovarao i području na kojem se ono nalazilo. Ipak, niti jedna od ove dvije pretpostavke nema neku snažniju potvrdu.

## U Bibliji
Prema biblijskom izvještaju, Naftali nije uspio protjerati stanovnike Bet Šemeša i Bet Anata. Njegov najveći uspjeh bio je onaj pod plemenskim vođom Barakom koji u predmonarhijskom razdoblju podno brda Tabor pobjeđuje vladara grada Hazora. U Knjizi Ponovljenog zakona spominje se Naftali među plemenima koja proklinju narod, što bi mogla biti oznaka lošeg ugleda što ga je pleme imalo. Tome se, međutim, protivi tekst Psalma 68, koji smješta Naftali, skupa s Benjaminom, Judom i Zebulunom u procesiju koja ulazi u Hram.

## Područje plemena Naftali
Granice ovog plemena, prema Bibliji, obuhvaćaju sjeverna područja današnjeg Izraela, u istočnoj Galileji. Područje se sasvim sigurno protezalo od brda Tabor do Galilejskog jezera, dok nije jasno dokle se pleme moglo proširiti na sjever, s obzirom na to da je ondje ostalo neizraelsko stanovništvo. Neka od mjesta koja se spominju kao Naftalijevi gradovi danas su sa sigurnošću identificirana i sva se nalaze u blizini brda Tabor.

## Kasnija povijest
U vrijeme Kraljevstva Izraela, područje Naftalija osvojio je aramski kralj Ben-Hadad u 9. st. pr. Kr., a konačno je odvojeno od ostatka izraelskog područja osvajanjima asirskoga kralja Tiglat-Pilesera III., 734. pr. Kr. Nakon toga više nema vijesti o Naftaliju.